# 크리스티안 프레일링

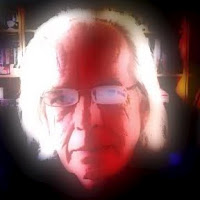
크리스티안 프레일링(2012년)

크리스티안 프레일링(네덜란드어: Christian Freeling, 1947년 2월 1일 ~ )은 네덜란드의 보드 게임 디자이너이다. 변형 체스 및 추상전략게임 개발에 대한 업적으로 유명하다.

## 발명
- 그랜드 체스
- 야리쇼기
- 헥스데임
- 다메오